# Adónico
El adónico es un verso de la métrica latina formado por un dáctilo y un troqueo:  –∪∪ –U. Recibe su nombre de la expresión griega O ton Adonin! ("¡Oh Adonis!"), lamento ritual por la muerte de Adonis, que sigue este esquema métrico. En la poesía española, algunos autores han recreado este verso utilizando sílabas tónicas y átonas en lugar de las sílabas largas y breves que utiliza la métrica grecolatina. Resulta así un verso pentasílabo con marca acentual en la primera y cuarta sílabas. Esteban Manuel de Villegas utilizó este verso como colofón de la estrofa sáfica. Otros autores, como Leandro Fernández de Moratín, han compuesto poemas en este metro. En composiciones posteriores, el adónico aparece alternando con otras formas de pentasílabo. Así, en este pasaje de la Canción china en Europa de Federico García Lorca, incluida en su libro de 1927 Canciones, es adónico el verso tercero, y pueden leerse como adónicos los dos primeros (haciendo un acento secundario en la primera sílaba):
La señorita

del abanico

va por el puente

del fresco río.